# 拉莫讷里勒蒙泰勒
拉莫讷里勒蒙泰勒（法語：La Monnerie-le-Montel，法語發音：[la mɔnʁi lə mɔ̃tɛl]）是法国多姆山省的一个市镇，位于该省东部，属于蒂耶尔区。

## 地理
拉莫讷里勒蒙泰勒（45°52'16"N, 3°36'4"E）面积4.65 平方千米，位于法国奥弗涅-罗讷-阿尔卑斯大区多姆山省，该省份为法国中南部省份，北起阿列省接壤，东临卢瓦尔省，南至上盧瓦爾省和康塔爾省，西接科雷兹省和克勒兹省。
与拉莫讷里勒蒙泰勒接壤的市镇（或旧市镇、城区）包括：迪罗勒河畔塞勒、帕拉迪克、迪罗勒河畔圣雷米、蒂耶爾。

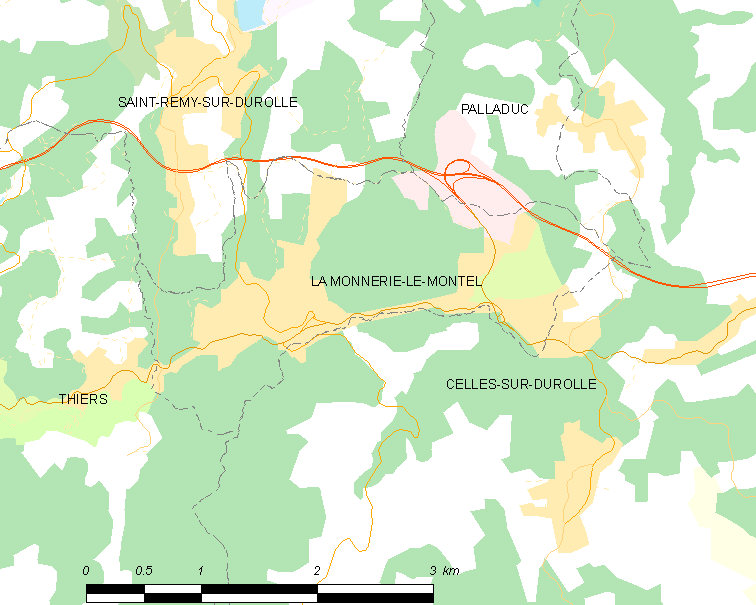
拉莫讷里勒蒙泰勒的OSM定位图

拉莫讷里勒蒙泰勒的时区为UTC+01:00、UTC+02:00（夏令时）。

## 行政
拉莫讷里勒蒙泰勒的邮政编码为63650，INSEE市镇编码为63231。

## 政治
拉莫讷里勒蒙泰勒所属的省级选区为蒂耶尔县。

## 人口

1962-2008年间拉莫讷里勒蒙泰勒人口变化图示

拉莫讷里勒蒙泰勒于2022年1月1日时的人口数量为1624人。

## 交通
多姆山省省道D42线、D320线、D323线、D2089线和D2189线在境内交汇。